# Dongcheng (Pekin)
Dongcheng (chiń. upr. 东城区; chiń. trad. 東城區; pinyin Dōngchéng Qū; dosł. „wschodnia dzielnica”) – dzielnica Pekinu obejmująca wschodnią część centrum miasta. Zajmuje 40,6 km² i liczy 882 000 mieszkańców (2000). Dzielnica Dongcheng obejmuje kilka ważnych części Pekinu, m.in.: Wangfujing i Dongdan, jak również dworzec główny, wschodnią Aleję Chang’an i północno-wschodni odcinek drugiej obwodnicy Pekinu. Dzielnica podzielona jest na 17 poddzielnic. W lipcu 2010 roku do Dongcheng włączona została dawna dzielnica Chongwen.

## Atrakcje turystyczne
- Świątynia Bailin
- Świątynia Konfucjusza
- Świątynia Tongjiao
- Świątynia Zhihua
- Yonghegong